# Aréta Konómi
Aréta Konómi (grec moderne : Αρέτα Κονόμη), est une ancienne joueuse de volley-ball albanaise de nationalité grecque, née le 31 janvier 1989 à Tirana, Albanie. Elle mesure 1,64 m et joue au poste de libero. Jusqu'en mai 2018, elle avait 13 sélections pour l'équipe de Grèce.

## Clubs
| Club                      | De        | À         |
| ------------------------- | --------- | --------- |
| G.S. Petroúpoli (Athènes) | 2000-2001 | 2006-2007 |
| A.O. Markópoulo           | 2007-2008 | 2010-2012 |
| Olympiakos Le Pirée       | 2012-2013 | 2020-2021 |

## Palmarès

### Clubs
- Challenge Cup
  - Finaliste : 2017.
  - Vainqueur : 2018.
- Championnat de Grèce
  - Vainqueur : 2013, 2014, 2015, 2016, 2017, 2018, 2019, 2020.
- Coupe de Grèce
  - Vainqueur : 2013, 2014, 2015, 2016, 2017, 2018, 2019.
  - Finaliste : 2008

### Distinctions individuelles
- Championnat de Grèce 2013-2014: 17ème journée: MVP[2]
- Championnat de Grèce 2013-2014: MVP[2]
- Coupe de la CEV 2014-2015: Meilleur réceptionneuse[3]
- Championnat de Grèce 2014-2015: Période principale: Équipe des étoiles de la Ligue hellénique[4]